# Бастианелли, Джаннотто
Джаннотто Бастианелли (итал. Giannotto Bastianelli; 20 июля 1883, Фьезоле — 22 сентября 1927, Тунис) — итальянский музыковед
, музыкальный критик и композитор.

## Биография
Учился музыке, композиции и гармонии у Джино Беллио и Джузеппе Бонамичи. Композитор и пианист.
Основатель журнала «Диссонанс», в котором печатались произведения итальянских композиторов.
В качестве музыкального критика, сотрудничал с рядом наиболее важных периодических изданий во Флоренции, в том числе журналах «La Voce», «Lacerba» и «Il Marzocco».
Сотрудничал с И. Пиццетти, Д. Малипьеро и О. Респиги.
Написал одну из самых важных книг того времени «Европейский музыкальный кризис» (La crisi musicale europea, 1912).
Автор камерных композиций и оперы-буфф с собственным либретто .
Кончил жизнь самоубийством в Тунисе в возрасте 44 лет.

## Избранные музыкальные сочинения
Оркестровая музыка
- Sinfonia agreste (1908)
- Illustrazioni sinfoniche sull’Orlando Furioso (1910-11)

Камерная музыка
- Quartetto (1907)
- Quartetto con pianoforte (1911)
- Poema op. VIII, «Festa toscana» per 2 violini, viola e violoncello (1910)
- Sul Bisarno per 2 violini e pianoforte (1914)
- Sonata per violino e pianoforte (1913)
- Sonata per violoncello e pianoforte (1920)
- Concerto per 2 pianoforti (1912-13).

Для фортепиано
- 3 sonate (1906-14)
- Suite fiorentina (1912)
- Natura morta (1914-16)
- Umoresca (1917)
- Suite in omaggio alle maschere italiane (1920)

## Избранные публикации
- Pietro Mascagni, Ricciardi, Napoli, 1910 (edizione moderna: NeoClassica, Roma, 2016, ISBN 978-88-9374-005-0)
- Poemi e Musiche, Montevarchi, 1910
- Dal Terzo Libro di Poemi e Musiche, San Giovanni Valdarno, 1910
- La crisi musicale europea, Pistoia, 1912 (ristampa: Firenze, 1976)
- Musicisti d’oggi e di ieri, Milano, 1914
- Il Parsifal di Wagner, Firenze, 1914
- Critica e pubblico, Bologna, 1919
- L’Opera e altri Saggi di Teoria Musicale, Firenze, 1921
- Il Natale del Redentore, Firenze, 1927